# Dunkeriana neoguinensis
Dunkeriana neoguinensis – gatunek kosarza z podrzędu Laniatores i rodziny Assamiidae.

## Występowanie
Gatunek występuje na Nowej Gwinei.